# Heilig Kreuz (Hasselsweiler)

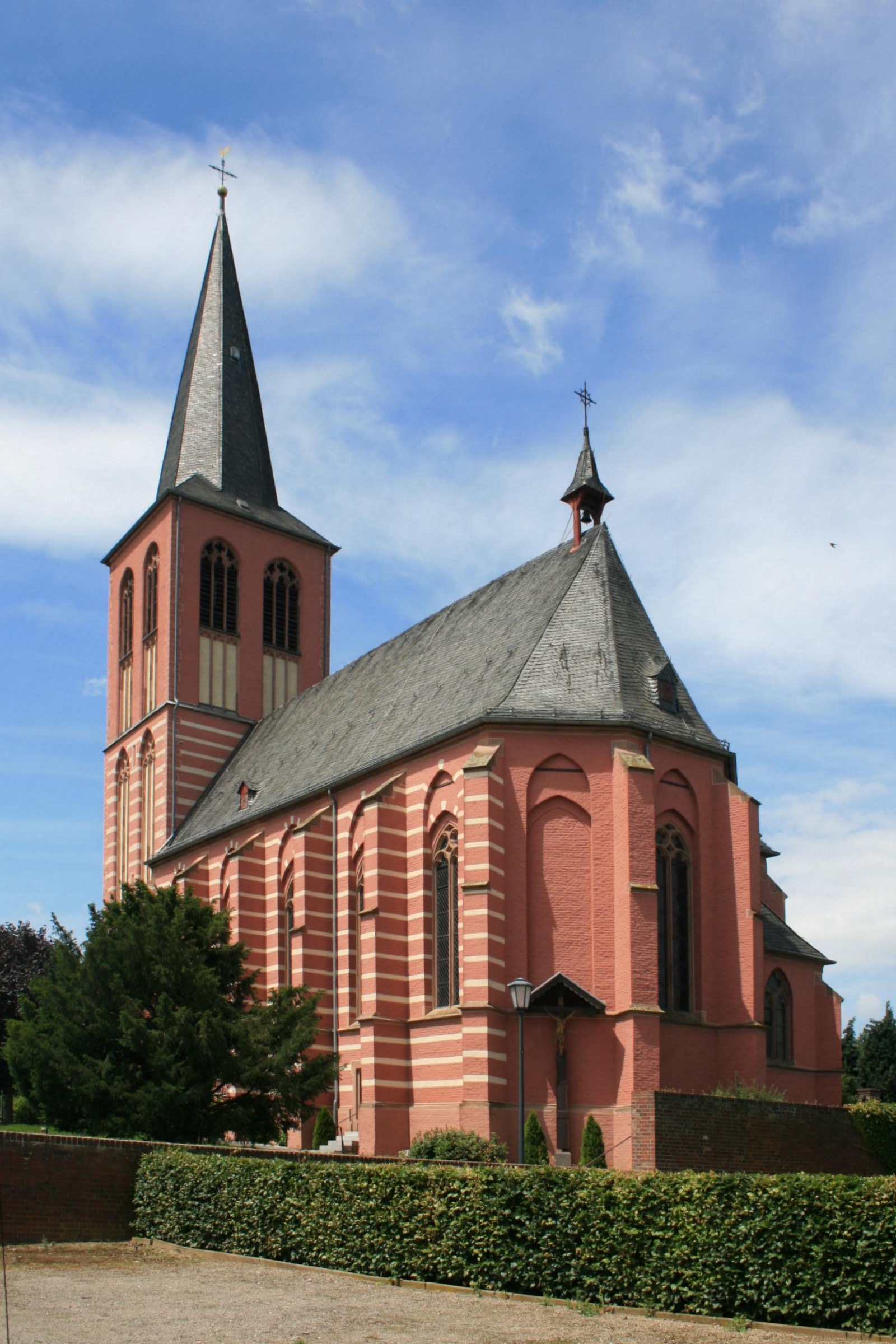
Heilig-Kreuz-Kirche in Hasselsweiler

Die Heilig-Kreuz-Kirche ist eine römisch-katholische Pfarrkirche in Hasselsweiler, einem Ortsteil der Gemeinde Titz im Kreis Düren in Nordrhein-Westfalen.
Die Kirche ist unter Nummer 19 in die Denkmalliste der Gemeinde Titz eingetragen.

## Geschichte
Erstmals urkundlich erwähnt wurde eine Kirche in Hasselsweiler bereits im 11. Jahrhundert. Es handelte sich dabei um eine Eigenkirche des Kölner Erzbischofs. Das Kollationsrecht übten abwechselnd der Capellarius des Erzbischofs und die Grafen bzw. Herzöge von Jülich aus.
Über die im 11. Jahrhundert erwähnte Kirche ist nichts näheres bekannt. Sie wurde in der ersten Hälfte des 16. Jahrhunderts durch die heutige Pfarrkirche ersetzt.
Mit dem Neubau wurde vor 1533 begonnen, denn im Visitationsprotokoll des Herzogs von Jülich aus dem Jahr 1533 heißt es, dass die Hasselsweiler „haven ein nuwe kirche gebouwet“. Ein Portal an der Südseite des Chores trägt die Jahreszahl 1541. Es ist also davon auszugehen, dass die Kirche in den 1530er und 1540er Jahren erbaut worden ist. 1685 wurde die Kirche restauriert und 1756 bis 1765 der Kirchturm ausgebessert.
Mitte des 19. Jahrhunderts wurden erneut Instandsetzungsarbeiten notwendig. Der Kölner Architekt Heinrich Wiethase wurde mit der Planung und Betreuung der Restaurierungsarbeiten beauftragt. So wurde zunächst 1871 bis 1872 das Äußere restauriert, die Innenraumsanierung folgte von 1891 bis 1893.
Die Schäden aus dem Zweiten Weltkrieg konnten bis 1962 behoben werden.

## Baubeschreibung
Die Heilig-Kreuz-Kirche ist eine zweischiffige und vierjochige Hallenkirche in Formen der Spätgotik mit einem hohen, vorgebauten, viergeschossigen Glockenturm im Westen und einem fünfseitig geschlossenem Chor im Osten.

## Ausstattung
Im Innenraum hat sich eine reiche Ausstattung aus verschiedenen Jahrhunderten erhalten. Zu erwähnen sind der raumhohe Hochaltar des Barock aus dem Jahr 1630, ein kleiner Rokoko-Altar aus 1750 und der Marienaltar aus dem 17. Jh. Weiterhin befinden sich verschiedene Ausstattungsstücke im Stil der Neugotik im Innern, die im Zuge der Restaurierung unter Wiethase 1892 angeschafft, von ihm vermutlich auch entworfen und vom Kölner Bildhauer Josef Moest angefertigt wurden. Dazu zählen die Kommunionbank (jetzt im Seitenschiff), die reichgeschnitzte Kanzel sowie zwei Beichtstühle, die Kirchenbänke und das Chorgestühl.
Zudem ist der Innenraum im Zuge der Innenraumrestaurierung um 1893 komplett ausgemalt worden. Im Chor ist Melchisedechs Opfer, die Emmaus-Jünger und das Opfer Abrahams dargestellt. Über dem Seitenaltar sind Engel dargestellt, ansonsten besteht die Ausmalung aus Schablonenmalerei.

## Pfarrer
Folgende Priester wirkten bislang als Pastor Heilig Kreuz:
| von – bis | Name                                |
| --------- | ----------------------------------- |
| 16. Jh.   | Peter Flocken                       |
| 1550–1569 | Thomas Furd                         |
| 1569–     | Dietrich Fabri                      |
| 1630–     | Johannes Pistorius                  |
| 1916–1934 | Klemens Kerp                        |
| 1934–1959 | Johannes Tink                       |
| 1959–1961 | Wilhelm Düster                      |
| 1961–1967 | P. Christian Heidötting SCJ         |
| 1968–1974 | Heinrich Stemmer                    |
| 1974–1980 | Heinrich Stockebrand                |
| 1980–1982 | P. Heinrich Spelthahn OSFS          |
| 1982–1992 | Wilhelm Bergs                       |
| 1992–2020 | Wolf-Dieter Telorac                 |
| Seit 2020 | Norbert Glasmacher (Pfarrverwalter) |